# 地卷菌科
地卷菌科为地卷菌目的一科真菌。地卷菌科包含 15 個屬和約 600 個物種，最近（2018 年）經過修訂，包括肺衣科（Lobariaceae）和肾盘衣科 (Nephromataceae)。 許多地卷菌科物種都有大而顯眼的革質菌體。 它們主要發生在冷溫帶至熱帶山地氣候中。 涉及真菌、綠藻和藍藻的三聯菌體在該科中很常見。

## 分類
1822 年，比利時植物學家巴泰勒米·夏爾·約瑟夫·杜莫蒂爾 (Barthélemy Charles Joseph Dumortier) 對地卷菌科進行了界定 。 使用時間方法，使用時間校準的計時圖來識別和定義 Lecanoromycetes 中可比序數和科等級的時間帶，肺衣科和肾盘衣科在 2018 年與地卷菌科同義。 在後來對這種方法用於地衣生物分類的批判性評論中，羅伯特·盧金（Robert Lücking）認為基於所有三個群體共有的幾個特徵，這種合併是合理的。 其中包括“通常較大且顯眼的菌體的革質結構、子囊形態和解剖學、子囊和子囊孢子類型，以及涉及綠藻和藍菌的三方菌體或光共生體很常見”。  提議的異名也被 2020 年真菌分類審查所接受。

## 分类
2020 年估計，地卷菌科中有 15 個屬和約 600 個物種， 但此後又添加了兩個新的單型屬。
- 肺衣科
  - Cyanisticta Gyeln., 1931
  - Dendriscocaulon
  - 叶上枝属 DendriscostictaMoncada & Lücking (2013)[7] – 5 spp.
  - Hydrothyria Russ.

- 假杯点衣属 Vain. (1890) – ca. 100 spp.
- 牛皮叶属 (Schreb.) Ach. (1803) – ca. 200 spp.

- 肾盘衣科

- 肾盘衣属 Ach. (1809) – ca. 36 spp.

- 地卷菌科
  - 地卷菌属 Peltigera Willd., 1787
  - 散盘衣属 Solorina Ach.

在GBIF上，地卷菌科包含以下属：
- 叶上枝属 Dendriscocaulon Nyl. 1885
  - Dendriscocaulon dendriothamnodes Dughi ex D.J.Galloway
  - Dendriscocaulon filicinellum Nyl.
- Emmanuelia Ant.Simon, Lücking & Goffinet
- Hydrothyria Russ.
- 地卷菌属 Peltigera Willd., 1787
- Sinuicella D.F.Stone, McCune & Miądl., 2021
- 散盘衣属 Solorina Ach., 1808
- Solorinina Nyl., 1884

## 用途
許多地卷菌科物種已被用於環境污染研究，並被用作污染、森林管理和生態連續性的指示物種。